# Icmadophila
Icmadophila  Trevis.  (czasznik) – rodzaj grzybów z rodziny czasznikowatych (Icmadophilaceae). W związku ze współżyciem z glonami zaliczany jest do porostów. W Polsce występuje jeden gatunek.

## Systematyka i nazewnictwo
Pozycja w klasyfikacji według Index Fungorum: Icmadophilaceae, Pertusariales, Ostropomycetidae, Lecanoromycetes, Pezizomycotina, Ascomycota, Fungi.
Synonimy naukowe: Cystolobis Clem., Glossodium Nyl., Icmadophilomyces E.A. Thomas ex Cif. & Tomas., Knightiella Müll. Arg., Phycodiscis Clem., Thelidea Hue, Tupia L. Marchand.
Nazwa polska według Krytycznej listy porostów i grzybów naporostowych Polski.

## Gatunki
- Icmadophila aversa (Nyl.) Rambold & Hertel 1993[4]
- Icmadophila coronata Müll. Arg. 1892[4]
- Icmadophila elveloides (Weber) Hedl. 1900[4]
- Icmadophila ericetorum (L.) Zahlbr. 1895 – czasznik modrozielony
- Icmadophila eucalypti Kantvilas 2011[4]
- Icmadophila splachnirima (Hook. f. & Taylor) D.J. Galloway 2000

Nazwy naukowe na podstawie Index Fungorum. Nazwa polska według W. Fałtynowicza.